# Viaducto del río Ulla (Eje Atlántico)
El viaducto del río Ulla es una obra de celosía tipo mixta formada principalmente por tres vanos de 225 m, 240 m y 225 m respectivamente, haciendo que sea uno de los viaductos con vano principal más grande del mundo. Esta obra ha recibido varios galardones por su proceso constructivo garantizando la mínima alteración del espacio natural y del ecosistema, además de batir diversos récords. Se encuentra en el Eje Atlántico de alta velocidad, en el municipio de Catoira (provincia de Pontevedra, Galicia, España).

## Introducción
El viaducto que se encuentra en el tramo Villagarcía de Arousa-Padrón, fue concursado en convocatoria restringida de ideas, aconsejada por la Dirección General de Ferrocarriles, al encontrarse en una zona próxima al estuario de la ría de Arosa, un entorno natural de extraordinaria belleza y sometido a especiales condicionantes medioambientales. El proyecto Constructivo fue realizado por IDEAM, la dirección de obra la absorbió ADIF Alta Velocidad y la Dirección General de Ferrocarriles - Ministerio de Fomento, y por último, la construcción fue llevada a cabo por la UTE Dragados-TECSA. Los directores de obra fueron Rubén A. Estévez (ADIF AV) y Marina Soler (Ineco), y en paralelo, el jefe de obra fue Imanol Güemes. La obra entró en servicio el 30 de marzo de 2015.

## Estructura
La estructura en celosía tipo mixta está formada por tres vanos centrales de 225 m, 240 m y 225 m, les siguen cuatro vanos de acompañamiento, tres de 120 m y uno de 80 m a cada lado, por último, en uno de los lados encontramos un vano extra de 50 m. En el cauce del río, solo se disponen las pilas de los vanos centrales (tres pilas), las otras ocho se sitúan en las terrazas del río Ulla.

## Singularidades
En la mayoría de puentes la unión tablero-pilar no es rígida, es decir, el tablero no transmite momentos a los pilares. Esto se debe a que si las longitudes de vano son iguales en ambos lados del pilar, los momentos en el pilar están compensados y el giro en el pilar es nulo. En consecuencia, no es necesario empotrar el tablero para controlar el giro. Además, los pilares trabajan exclusivamente a axil la mayor parte del tiempo, cuando no hay cargas descompensadas. Y es por esto que, en el caso del viaducto de Ulla donde las longitudes de vano son diferentes, en la zona central del viaducto los momentos flectores en los pilares no están compensados. Por tanto, los pilares tendrán que absorber la diferencia de momentos. Si los pilares fueran infinitamente rígidos, la diferencia entre vanos sería compensada completamente por el pilar, pero como eso no es posible, parte del momento del vano más largo será trasmitido al consecutivo, que es más corto.
Consecuentemente, parte del momento flector de los vanos de 225 m es transmitido a los de 120 m, y es por ello que en los pilares P-5 y P-9 el ancho del puente en el vano de 120m es más grande, a diferencia de los otros vanos de 120 m, que tienen que soportar menos momento flector.
Así pues, se explica el porqué del empotramiento de la celosía en los pilares entre los vanos dispares.[¿dónde?]
Finalmente, debido a que en los pilares P-5 y P-9 la diferencia entre vanos es muy grande se ha optado por una geometría de pilar diferente, que consiste en dos muros paralelos. La principal causa ha sido el hecho de que los pilares tendrán que soportar un momento flector mayor en relación con el axil que los demás pilares. Por tanto, se ha optimizado la geometría para que esta permita soportar mayores momentos flectores que la forma rectangular estándar. Esto se ha conseguido concentrando toda la masa en los extremos, que además de reducir notablemente la cantidad de hormigón, se ha conseguido un efecto visual positivo acorde a la celosía.

## Récords y premios
El viaducto del río Ulla, actualmente dispone del récord mundial en la tipología de celosía mixta de alta velocidad al superar al puente de Nantenbach sobre el río Main, en Alemania, que ostentaba el récord desde su conclusión en 1993 con 208 metros de luz.
El viaducto recibió a manos de la  “International Association for Bridge and Structural Engineering” (IABSE) el galardón “Outstanding Structure Award 2016”, en calidad de finalista. Este galardón reconoce los proyectos de puentes y estructuras más destacados a nivel mundial y es la primera vez que una estructura proyectada y construida en España recibe esta mención.
También recibió el premio San Telmo 2015 (en su novena edición), del Colegio de Ingenieros de Caminos, Canales y Puertos de Galicia, que distingue a las mejores obras de ingeniería construidas cada año en la Comunidad Autónoma de Galicia, con base en su calidad técnica, a su construcción y su efecto en la sociedad gallega.